# Brooke Cars

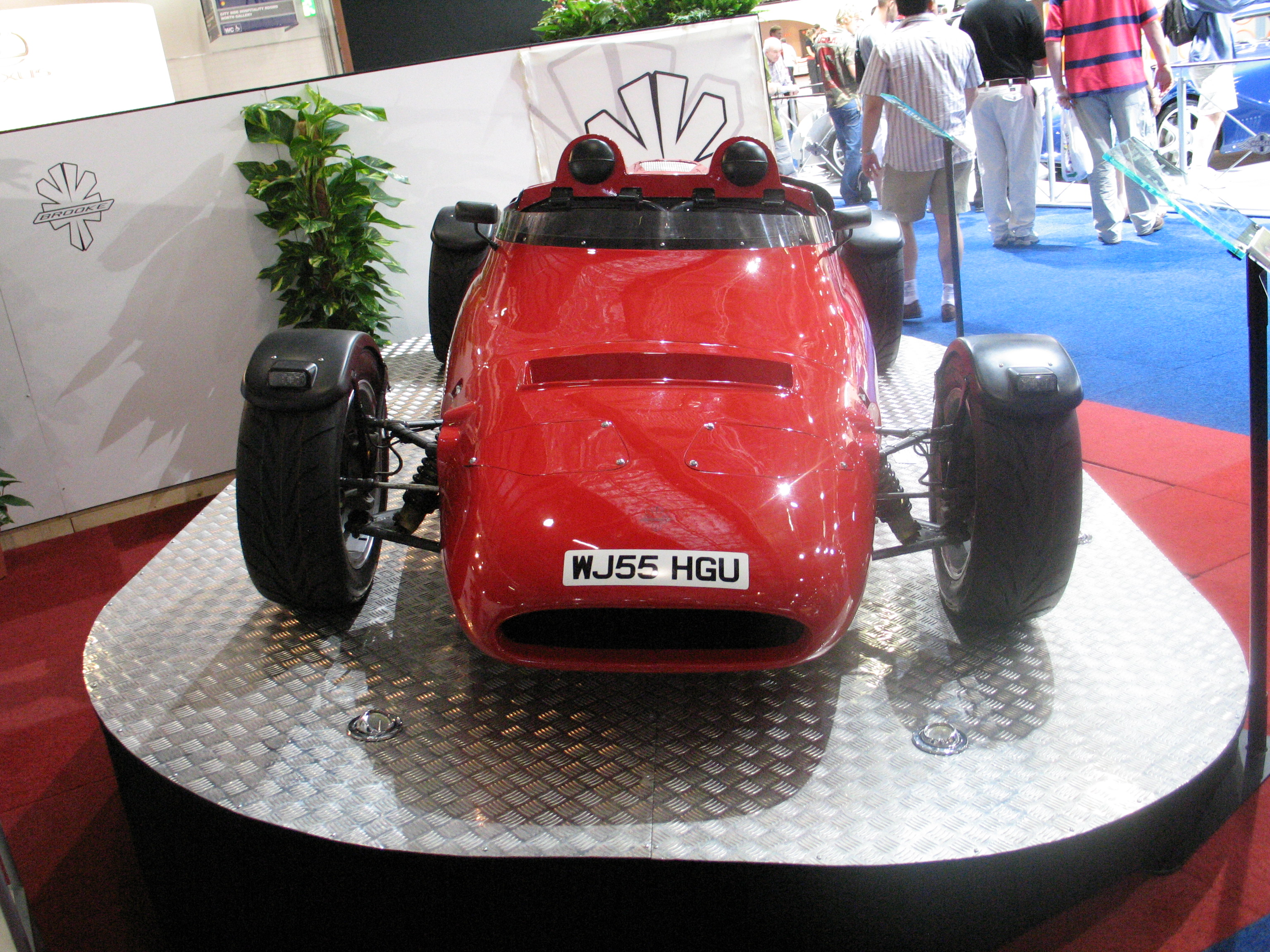
Brooke

Brooke Cars ist ein englischer Hersteller von Kleinserien-Sportwagen mit Sitz in Chipping Norton, Oxfordshire.

## Fahrzeugmodelle
Die Fahrzeuge sind zweisitzige offene Roadster und ähneln in der Gestaltung den Formel-1-Fahrzeugen der 1950er und frühen 1960er Jahre.
Die Firma bietet die Modelle 180 DOUBLE R bis hin zum 300 DOUBLE R an, wobei die Zahl der Motorleistung in PS entspricht (134–224 kW). Verwendet werden Vierzylindermotoren mit 2 und 2,3 l Hubraum der Firma Cosworth. Das Fahrzeugleergewicht liegt bei 550 kg.
Die Preise liegen (2007) zwischen 23.000 und 37.000 £.